# Martina Walther
Martina Walther (* 5. Oktober 1963 in Zeulenroda) ist eine ehemalige Ruderin aus der Deutschen Demokratischen Republik. 1988 gelang ihr im Vierer mit Steuerfrau der Olympiasieg.

## Leben
1979 erschien in der Zeitung junge Welt eine Anzeige des SC Berlin-Grünau, in der groß gewachsene Jungen und Mädchen für die Ruderabteilung gesucht wurden. Martina Walther, die schon mit 15 Jahren 1,80 Meter groß war, meldete sich, zog von Thüringen nach Berlin und begann mit dem Rudersport. 1981 gewann sie im Vierer mit Steuerfrau bei der Spartakiade. 1985 folgte im Achter der erste DDR-Meistertitel. Bei den Ruder-Weltmeisterschaften 1985 gewann der DDR-Achter die Silbermedaille hinter dem Boot aus der Sowjetunion. Ein Jahr später startete Walther bei den Weltmeisterschaften zusammen mit Kathrin Haacker im Zweier ohne Steuerfrau, hinter den Booten aus Rumänien und der Sowjetunion belegten die beiden den dritten Platz.
Bei den DDR-Rudermeisterschaften 1987 belegten im ungesteuerten Zweier zwei Boote des SC Berlin-Grünau die ersten beiden Plätze: Es siegten Carola Hornig und Gerlinde Doberschütz vor Birte Siech und Martina Walther. Zusammen mit Steuerfrau Sylvia Müller siegten die vier Ruderinnen auch bei den DDR-Meisterschaften im Vierer. Bei den Weltmeisterschaften in Kopenhagen gewannen die fünf Damen Silber hinter dem rumänischen Vierer. 1988 wiederholten die Ruderinnen ihren DDR-Meistertitel im Vierer. Bei den Olympischen Spielen 1988 in Seoul gewannen die fünf Ruderinnen Gold vor den Booten aus China und Rumänien. Für diesen Olympiasieg wurde sie mit dem Vaterländischen Verdienstorden in Gold ausgezeichnet. 1989 gewann Martina Walther mit dem DDR-Achter noch einmal Weltmeisterschafts-Silber hinter den Rumäninnen.
Neben ihrer sportlichen Karriere hatte Martina Walther ein Studium der Physiotherapie abgeschlossen, nach der Wende schulte sie auf Kauffrau um.